# Richel
Richel (De Richel, en frisón) es un islote arenoso del mar de Frisia, en los Países Bajos. Situado a un kilómetro al oeste del punto más septentrional de Vlieland, está ligeramente desplazada de la cadena de islas Frisias. Por sus dimensiones puede ser comparada con Griend, si bien este último está más aislado. El islote tiene una superficie media de 116 hectáreas.